# Битва біля Ла-Плати (фільм)
«Битва біля Ла-Плати» (англ. The Battle of the River Plate) — англійський фільм 1956 року. Центром сюжету є Битва біля Ла-Плати, що сталася 13 грудня 1939 року.

## Сюжет
Листопад 1939 року. Ось уже два місяці йде Друга світова війна. Німці марширують по Європі, стрімко наближаючись до Англії. Щоб блокувати туди доставку продовольства, німецьке командування незадовго до початку війни випустило в океан найпотужніший корабель «Адмірал граф Шпеє», який почав топити мирні судна, що прямували до берегів Англії. Через кілька місяців, після потоплення великої кількості суден, англійське командування відправляє в океан свої крейсера, аби вони виявили й знищили німецьке судно.

## У ролях
| Актор           | Роль                    |
| --------------- | ----------------------- |
| Джон Грегсон    | капітан Белл            |
| Ентоні Куейл    | коммодор Гарвуд         |
| Ян Гантер       | капітан Вудхаус         |
| Джек Гвіллім    | капітан Паррі           |
| Бернард Лі      | капітан Дов             |
| Лайонел Мартон  | Майк Фаулер             |
| Ентоні Бушелл   | містер Міллінгтон Дрейк |
| Пітер Іллінг    | доктор Гуан             |
| Майкл Гудліфф   | капітан Макколл         |
| Патрік Макніл   | лейтенант Медлі         |
| Джон Чендос     | доктор Ленгменн         |
| Дуглас Вілмер   | М. Десмолінс            |
| Вільям Сквайр   | Рей Мартін              |
| Роджер Дельгадо | капітан Варела          |
| Ендрю Крікшенк  | капітан Стаббс          |
| Крістофер Лі    | Маноло                  |
| Едвард Атьенца  | Поп                     |
| Ейпріл Олріч    | Долорес                 |
| Пітер Фінч      | капітан Лангсдорф       |